# Gouvernement régional de Principe
Le gouvernement régional de Principe (en portugais : Governo regional do Príncipe) constitue le pouvoir exécutif de Principe, île de Sao Tomé-et-Principe.
Son président est nommé par le Premier ministre, qui est le chef du gouvernement du pays. La nomination du président a lieu après l'organisation d'élections régionales (les premières sont organisées en 1995 et les suivantes tous les quatre ans à partir de 2006), où sont élus les sept députés de l'île à l'Assemblée régionale.

## Présidence
| No | Nom | Nom                            | Début du mandat | Fin du mandat  | Parti politique                                                               |
| -- | --- | ------------------------------ | --------------- | -------------- | ----------------------------------------------------------------------------- |
| 1  |     | Damião Vaz d'Almeida           | 29 avril 1995   | 12 avril 2002  | Mouvement pour la libération de Sao Tomé-et-Principe – Parti social-démocrate |
| 2  |     | Zeferino dos Prazeres          | 12 avril 2002   | 12 juin 2006   | Mouvement pour la libération de Sao Tomé-et-Principe – Parti social-démocrate |
| 3  |     | João Paulo Cassandra (intérim) | 20 juin 2006    | 5 octobre 2006 | Mouvement pour la libération de Sao Tomé-et-Principe – Parti social-démocrate |
| 4  |     | José Cassandra                 | 5 octobre 2006  | juillet 2020   | Union pour le progrès et le changement de Principe                            |
| 5  |     | Filipe Nascimento              | 18 août 2020    | en cours       | Union pour le progrès et le changement de Principe                            |

## Composition

### Composition en 1995
Le président est Damião Vaz d'Almeida, membre du Mouvement pour la libération de Sao Tomé-et-Principe – Parti social-démocrate. Son gouvernement est composé de :
- Secrétaire aux Affaires sociales : Zeferino dos Prazeres.
- Secrétaire à l'Infrastructure et à l'Environnement : Ozorio Umbelina.
- Secrétaire aux Affaires économiques : Silvestre Umbelina.
- Secrétaire à la Finance : Epifacio Cassandra.

### Composition en 2002
Le président est Zeferino dos Prazeres, membre du Mouvement pour la libération de Sao Tomé-et-Principe – Parti social-démocrate, nommé en remplacement de Vaz d'Almeida après sa nomination au VIIe gouvernement.

### Composition en octobre 2006
Aux élections régionales d'août 2006, le nouveau parti Union pour le progrès et le changement de Principe remporte les sept sièges de l'Assemblée régionale de Principe. Son leader José Cassandra est nommé président par le Premier ministre Tomé Vera Cruz,.
- Secrétaire aux Affaires organisationnelles et institutionnelles : Carlos Alberto Pires Gomes.
- Secrétaire aux Infrastructures et à l'Environnement : Tiago Ângelo Rosamonte.
- Secrétaire aux Affaires économiques et financières : Felicia de Oliveira Fonseca e Silva.
- Secrétaire aux Affaires sociales et culturelles : Hélio Fernandes da Costa Lavres.

### Composition en 2010
L'Union pour le progrès et le changement de Principe garde sa majorité absolue aux élections régionales de 2010. José Cassandra est donc de nouveau investi président du gouvernement régional, par le Premier ministre Patrice Trovoada. Son gouvernement est constitué de :
- Secrétaire régionale aux Affaires sociales et institutionnelles : Natália Pedro da Costa Umbelina Neto.
- Secrétaire régional aux Affaires économiques et financières : Hélio Lavres.
- Secrétaire régional à l'Environnement, aux Ressources naturelles, aux Infrastructures et à l'Aménagement du territoire : Nestor Umbelina.

Nestor Umbelina démissionne le 31 juillet 2012 pour des raisons personnelles.

### Composition en 2014
Après les élections régionales de 2014, José Cassandra est nommé président par Patrice Trovoada. Il s'agit de son troisième mandat successif. Cassandra annonce la composition de son gouvernement en décembre 2014.
- Secrétaire régional aux Infrastructures, à l'Aménagement du territoire et aux Ressources naturelles : Francisco Daniel do Nascimento Guia.
- Secrétaire régional à l'Économie : Silvino Gerónimo Palmer.
- Secrétaires régionaux aux Affaires sociales : Hélio Fernandes da Costa Lavres et Francisco Pina Gil.

### Composition en 2018
José Cassandra retrouve son poste de président après les élections régionales de 2018. Dans le Ve gouvernement constitutionnel de la région autonome de Principe, il nomme quatre secrétaires régionaux. Il en annonce la composition le 13 novembre 2018.
- Secrétaire régional aux Finances et à l'Administration publique : Hélio Fernandes da Costa Lavres.
- Secrétaire régional à l'Environnement et au Développement durable : Ana Alice Dias Prazeres da Mata.
- Secrétaire régional à l'Économie et à la Culture : Flascoter Hugo Cassandra de Oliveira.
- Secrétaire régionale à l'Éducation, à la Santé et à l'Inclusion sociale : Higino Perreia Santiago.

### Composition en 2020
José Cassandra démissionne en août 2020 et est remplacé par Filipe Nascimento.

### Composition en 2022
Filipe Nascimento est reconduit pour la présidence du VIIIe gouvernement le 19 novembre 2022. Ses membres sont nommés le lendemain :
- Secrétaire régional à la Biosphère, l'Environnement, l'Agriculture et le Développement rural : Júlio Mendes
- Secrétaire régionale aux Affaires sociales et au Capital Humain : Fátima Cassandra
- Secrétaire régional aux Finances, au Patrimoine et à l'Administration publique : Verdigal Mendonça
- Secrétaire régional aux Infrastructures, aux Travaux et à l'Aménagement du territoire : Carlos Pinheiro
- Secrétaire régionale au Tourisme, à l'Économie et à la Culture : Sónia Cármen da Mata